# Galkhausen
Galkhausen ist eine Ortslage vom Stadtteil Reusrath in der Stadt Langenfeld (Rheinland).

## Geografie
Zu Galkhausen zählen heute das Terrain der Rheinischen Kliniken, der Galkhauser Wald zwischen Dückeburg und Flachenhof mit dem Galkhauser Bach sowie das neue Gewerbegebiet an der Albert-Einstein-Straße. Ehemalige, zu Galkhausen zählende neuere Wohnquartiere betrachten sich zu Reusrath gehörend.

## Zum Namen
Galkhausen gehört zu den ältesten Siedlungsplätzen in Langenfeld (Rheinland). Die Namenforschung vermutet den Siedlungsbeginn für das 9. und 10. Jahrhundert. Ein Galico habe möglicherweise mit seinem Namen für das Galk vor dem Suffix -hausen Pate gestanden. Andere mutmaßen eine Herleitung von Kolk und verweisen auf die Ortslage Kalkhecke an der Stadtgrenze zu Hitdorf und Voigtslach, beides heute zu Leverkusen gehörend. Erstmals schriftlich erwähnt wird Galkhausen als Galghusen um das Jahr 1258. Nicht unerwähnt bleiben soll zudem ein Richtplatz (Galgenplatz), den Luftbildaufnahmen der Amerikaner aus dem Jahr 1945 für die Straße Am Galkhause(ne)r Bach (der Bach heißt Galkhauser Bach) vermuten lassen, so Peter Pieper in seinem Vortrag zum genagelten Schädel aus Langenfeld am 21. Februar 2008. An diesem Platz sei mutmaßlich die Frau geköpft worden, deren Schädel später an der Via Publica, späteren Köln-Arnheimer Chaussee und heutigen B 8 angenagelt zur Schau gestellt wurde.

## Geschichte
Galkhausen gehört zu den Ortslagen in Langenfeld, die vom Mauspfad berührt wurden. Der bekannte Handelsweg verlief in Langenfeld aus Opladen kommend über den Rosendahlsberg (Neuburger Hof) und durchquerte hernach Schnepprath und Hausingen. Von dort führte er über die heutige Opladener Straße und durch die Ortslagen Hagelkreuz und Galkhausen. Über die Talstraße mit den Ortslagen Hucklenbruch und Ganspohl erschloss der Weg die heutige Stadtmitte. Ab Immigrath verlief der Weg dann über die Richrather Straße (mit dem Steinrausch und Richrath selbst), bevor über die Hildener Straße mit dem Zollhaus Hilden erreichte. Dieser Weg verband überregional in einer Linie den Rheingau mit Essen, wo er in den Hellweg einmündete.
Galkhausen tritt als Ortslage selbst erst spät und dann auch nur zuweilen in das Licht der Geschichte. So findet das Gut Galkhausen gelegentlich etwa als Sicherheit in Erbpachtverträgen Erwähnung. Zudem wird es in einer Urkunde des Klosters Altenberg am Rande notiert, weil am 23. August 1419 ein Busch namens Berenbroich „hinder Galckhuysen“ seitens des Klosters erworben, doch bereits am 5. November 1440 gegen ein Gut in der Nähe der Rheindorfer Pfarrkirche wieder eingetauscht wurde. 1466 gelangt das Gut durch Kauf an die Familie von Etzbach. Teilungsverhandlungen der Töchter von Etzbach (1669) und nachfolgende weitere Regelungen in dieser Angelegenheit führten im Jahre 1677 den Besitz des Gutes Galkhausen in die Hände eines Franz Wilhelm von Spieß, Herrn zu Schimperen und dessen Frau Mechthild Elisabeth von Etzbach. 1603 war Galkhausen mit rund 200 Morgen Land Etzbachscher Besitz. Und um 1816 schließlich wird Galkhausen in einer Tabelle als Landgut mit 13 Einwohnern geführt.
Durch Heirat gelangte das Gut Galkhausen dann von den von Etzbachs an die von Velbrücks und schließlich 1829 erneut durch einen Verkauf in den Besitz der Familie von Mirbach-Harff.
Ihr Gutshof Galkhausen bildete ab 1897 das Bauterrain für die erstmals im Pavillon-Stil errichtete – damals so genannte – „6. Provinzial-Irren-Anstalt“. In der Zeit des NS-Regimes wurden Kranke 1936 hier zwangssterilisiert und nach 1940 mehrere Hundert Personen von hier aus zur Ermordung deportiert. Die Heil- und Pflegeanstalt Galkhausen war in die so genannten reichsweiten Euthanasie-Morde einbezogen.
Die Einrichtung nennt sich heutzutage LVR-Klinik Langenfeld; in ihrer Mitte befindet sich die ebenfalls unter Denkmalschutz stehende kathol./evangelische Anstaltskirche.